# Venus en la ficción

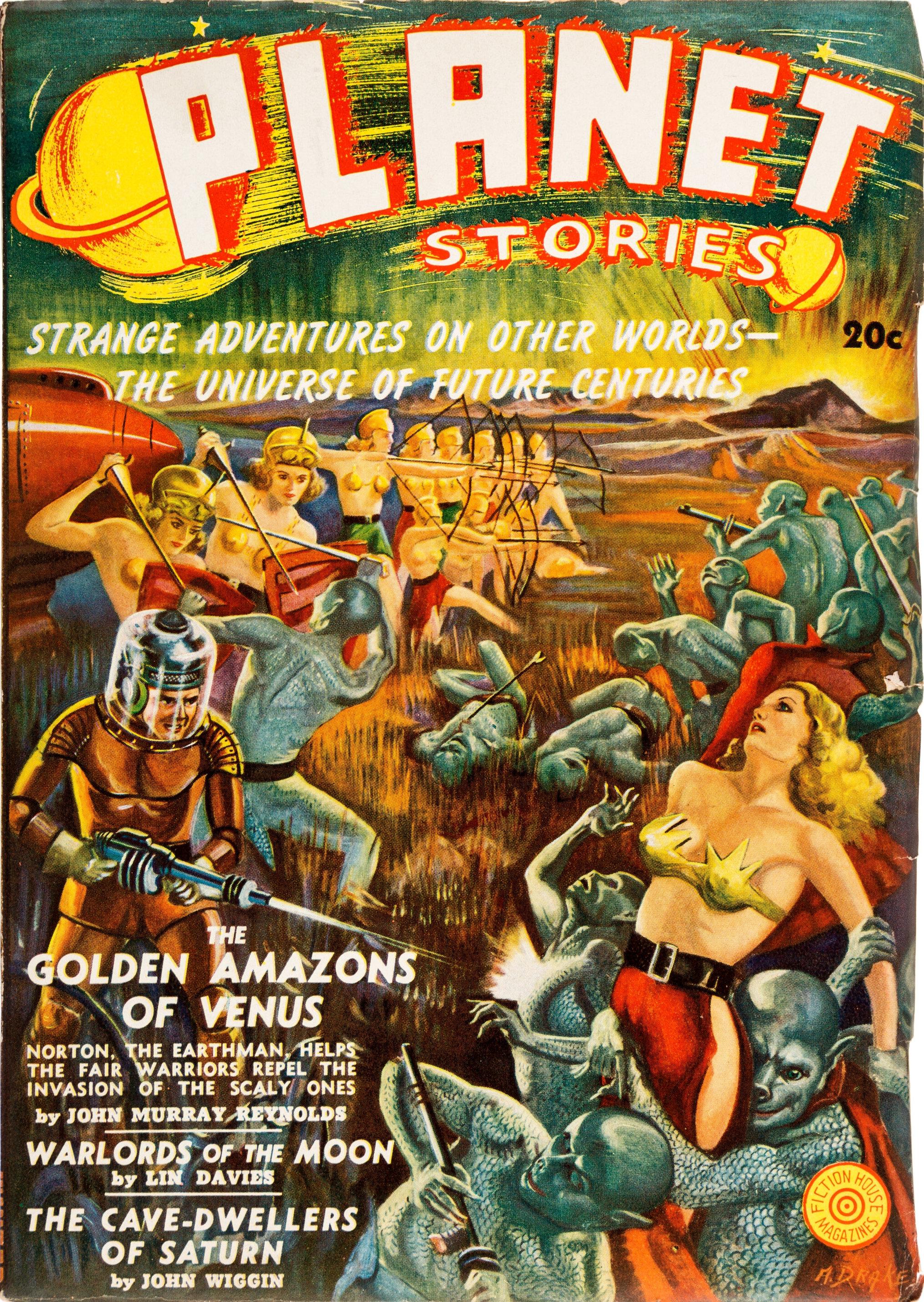
Venus aparece en muchas historias de literatura pulp de ciencia ficción. Aquí se ve la portada de invierno de 1939 de la revista Planet Stories, en la que aparecen “Las amazonas doradas de Venus”.

El planeta Venus se ha utilizado como escenario en la ficción desde antes del siglo XIX. Su opaca cubierta de nubes dio a los escritores de ciencia ficción rienda suelta para especular sobre las condiciones de su superficie, un “test de Rorschach cósmico”, en palabras del autor de ciencia ficción Stephen L. Gillett. A menudo se describía el planeta como más cálido que la Tierra, pero habitable para los humanos. Las descripciones de Venus como un paraíso verde y exuberante, un planeta oceánico o un fétido pantano, a menudo habitado por bestias parecidas a dinosaurios u otros monstruos, se hicieron comunes en la ciencia ficción pulp, sobre todo entre las décadas de 1930 y 1950. Otras historias lo describían como un desierto o inventaban escenarios más exóticos. La ausencia de una visión común hizo que Venus no desarrollara una mitología de ficción coherente, a diferencia de la imagen de Marte en la ficción.
Cuando se incluían, los habitantes nativos con conciencia, los venusianos, solían ser retratados como gentiles, etéreos y bellos. La asociación del planeta con la diosa romana Venus y con la feminidad en general se refleja en las representaciones de los venusianos que se hacen en muchas obras. Las representaciones de las sociedades venusianas han variado tanto en nivel de desarrollo como en tipo de gobierno. Además de los humanos que visitan Venus, varias historias presentan a venusianos que vienen a la Tierra, a menudo para iluminar a la humanidad, aunque en ocasiones con fines bélicos.
A partir de mediados del siglo XX, a medida que se fue conociendo la realidad de las duras condiciones de la superficie de Venus, los primeros tópicos de aventuras en los trópicos venusianos dieron paso a historias más realistas. En su lugar, el planeta pasó a representarse como un infierno hostil y tóxico, mientras que las historias se centraron en temas como la colonización y la terraformación del planeta, aunque la visión de Venus tropical se retoma ocasionalmente en historias intencionadamente retro.

## Primeras representaciones
El primer uso del planeta Venus como escenario principal en una obra de ficción fue Voyage à Venus (1865), de Achille Eyraud,: 6  aunque ya había aparecido siglos antes en obras que describían múltiples lugares del sistema solar, como Itinerarium Exstaticum (1656) de Athanasius Kircher y The Earths in Our Solar System (1758) de Emanuel Swedenborg. El estudioso de la ciencia ficción Gary Westfahl considera que la mención del lucero del alba en la obra del siglo II Historia verdadera de Luciano de Samosata es la primera aparición de Venus, o de cualquier otro planeta, en el género.: 164 
Venus tiene una espesa capa de nubes que impide la observación telescópica de la superficie, lo que dio rienda suelta a los escritores para imaginar cualquier tipo de mundo subterráneo hasta que las sondas de exploración de Venus revelaron las verdaderas condiciones en la década de 1960, situación que es descrita por Stephen L. Gillett como un “test de Rorschach cósmico”.: 861  Venus se convirtió así en un escenario popular en la ciencia ficción temprana, pero esa misma versatilidad significó que no desarrollara una imagen similar a la de Marte en la ficción popularizada por Percival Lowell en torno al cambio de siglo (con supuestos canales marcianos y una civilización que los construyera) y nunca alcanzó el mismo nivel de popularidad.: 164–165 : 12  Sobre el tema, Westfahl escribe que mientras que Marte tiene un conjunto distintivo de obras importantes como La guerra de los mundos (1897) de H. G. Wells y la novela fix-up de Ray Bradbury Crónicas marcianas (1950), Venus carece en gran medida de un canon correspondiente.: 165–166 
Una de las muchas visiones era la de un Venus acoplado por las mareas, con la mitad del planeta siempre expuesta al Sol y la otra mitad en oscuridad perpetua, como se creía entonces que ocurría con Mercurio. Este concepto fue introducido por el astrónomo italiano Giovanni Schiaparelli en 1880 y apareció en los libros A Columbus of Space (1909) de Garrett P. Serviss y Between Worlds (1919) de Garret Smith, entre otros.: 8 : 169 : 671 : 111  Una suposición común era que las nubes venusianas estaban hechas de agua, como las nubes en la Tierra, en consecuencia el planeta fue retratado más a menudo como de clima húmedo.: 166 : 671 : 547  Esto a veces significaba vastos océanos, pero más comúnmente pantanos o selvas.: 167  Otra idea influyente fue la primera versión de la hipótesis nebular de la formación del sistema solar, que sostenía que los planetas son más viejos cuanto más lejos del Sol están, lo que significaba que Venus debería ser más joven que la Tierra y podría parecerse a períodos anteriores de la historia de la Tierra, como el Carbonífero.: 166 : 860  El científico Svante Arrhenius popularizó la idea de que Venus estaba cubierto de pantanos con flora y fauna similares a las de la Tierra prehistórica en su libro de no ficción The Destinies of the Stars (1918). Mientras que Arrhenius partía de la base de que Venus tenía unas condiciones climáticas invariables y similares en todo el planeta y concluía que la falta de adaptación a la variabilidad ambiental sólo daría lugar a formas de vida primitivas, escritores posteriores incluyeron a menudo diversas megafaunas. : 166 : 671 : xii–xiii 

### Selva y pantano
Los primeros tratamientos de un Venus cubierto de pantanos y selvas se encuentran en las novelas Journey to Venus (1895) de Gustavus W. Pope, To Venus in Five Seconds (1897) de Fred T. Jane y en el cuento “Venus” (1909) de Maurice Baring.: 547  Tras su popularización por Arrhenius, la representación del paisaje venusiano como dominado por selvas y pantanos se repitió con frecuencia en otras obras de ficción; en particular, Brian Stableford dice en Science Fact and Science Fiction: An Encyclopedia que se convirtió en “un elemento básico de la imaginería de la ciencia ficción pulp”.: 547  En los cuentos “El horror inconmensurable” (1931) de Clark Ashton Smith y “The Luck of Ignatz” (1939) de Lester del Rey, muestran amenazadoras criaturas venusianas en un clima de pantano y selva.: 167–168  El cuento de H. P. Lovecraft y Kenneth Sterling “In the Walls of Eryx” (1936) presenta un laberinto invisible en un Venus selvático.: 483 

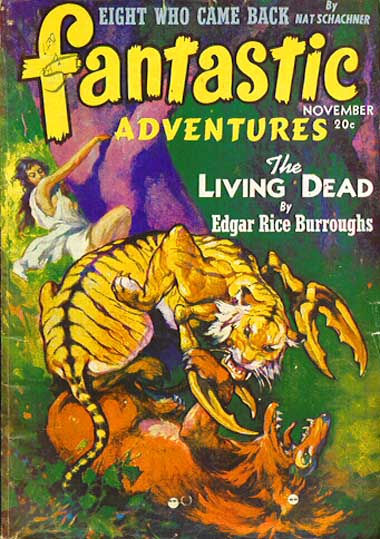
Portada de Fantastic Adventures, noviembre de 1941, con el relato de Amtor “The Living Dead” de Escape on Venus de Burroughs.

En el subgénero de romance planetario que floreció en esta época, Ralph Milne Farley y Otis Adelbert Kline escribieron series situadas en este escenario como The Radio Man (1924) y The Planet of Peril (1929), respectivamente.: 671 : xiii : 23 : 232–234  Estas historias se inspiraron en la serie marciana Barsoom de Edgar Rice Burroughs que comenzó con Una princesa de Marte (1912);: 547 : 23  Burroughs escribió posteriormente romances planetarios ambientados en un Venus pantanoso en la serie Amtor, que comenzó con Piratas de Venus (1932).: 167  Otros autores que escribieron romances planetarios en este escenario incluyen a C. L. Moore con la aventura de su personaje Northwest Smith “Black Thirst” (1934) y Leigh Brackett con novelas como The Moon that Vanished (1948) y  Enchantress of Venus (1949) de Eric John Stark.: xiv 
Robert A. Heinlein retrató los pantanos venusianos en varios relatos no relacionados entre sí, como “Logic of Empire” (1941), Cadete del espacio (1948) y Hija de Marte (1963).: 860  En televisión, un episodio de 1955 de Tom Corbett, Space Cadet muestra un aterrizaje forzoso en un pantano venusiano.: 168  El cuento de Bradbury “The Long Rain” (1950) describe Venus como un planeta con lluvia incesante y posteriormente fue adaptado en dos ocasiones: al cine en El hombre ilustrado (1969) y a la televisión en El teatro de Ray Bradbury (1992), aunque en esta última se eliminaron todas las referencias a Venus a la luz de los cambios en las opiniones científicas sobre las condiciones del planeta.: 168 : 13  Bradbury retomó la visión lluviosa de Venus en “Todo el verano en un día” (1954), donde el Sol sólo es visible a través de la capa de nubes una vez cada siete años.: 53  En la ciencia ficción alemana, las novelas de Perry Rhodan (lanzadas en 1961) utilizaron la visión de Venus como un mundo selvático, mientras que el protagonista de Raumpatrouille Nebelwelt (1963), la decimosexta novela de la serie ZBV de K. H. Scheer, se sorprende al descubrir que Venus no tiene selvas, lo que refleja los descubrimientos entonces recientes sobre las condiciones ambientales en Venus. : 78 

### Océano
Otros pensaban que Venus era un planeta acuático, cubierto por un océano que abarcaba todo el planeta con algunas islas. Las grandes masas de tierra se consideraban imposibles debido a la suposición de que habrían generado corrientes ascendentes atmosféricas que perturbarían la capa de nubes sólidas del planeta.: 547 : 131 : 41  Los primeros tratamientos de un Venus oceánico incluyen los libros Venus Liberated (1929) de Harl Vincent  y Women with Wings (1930) y Across the Void (1931) de Leslie F. Stone.: 167 : 548  En La última y la primera humanidad (1930) de Olaf Stapledon, los futuros descendientes de la humanidad son modificados para adaptarlos a la vida en un Venus cubierto de océanos.: 672 : 548  En el cuento “Rim of the Deep” (1940) de Clifford D. Simak también presenta un Venus oceánico, con la historia ambientada en el fondo de los mares venusianos, con piratas y alienígenas hostiles.: 548 : 26–27 C. S. Lewis en su novela Perelandra (1943) narra la historia bíblica de Adán y Eva en el jardín del Edén en unas islas flotantes en un vasto océano venusiano.: 672 : 548 
La novela Lucky Starr y los océanos de Venus (1954) de Isaac Asimov, describe a colonos humanos viviendo en ciudades submarinas en Venus.: 167 : 42  En el cuento “Sister Planet” (1959) de Poul Anderson, se contempla la migración a un Venus oceánico como posible solución a la sobrepoblación de la Tierra.: 860  “Clash by Night” (1943) de Lawrence O'Donnell (seudónimo conjunto de C. L. Moore y Henry Kuttner) y su secuela Furia (1947) describen a supervivientes de una Tierra devastada que viven bajo los océanos venusianos. Estas dos obras han sido calificadas en The Encyclopedia of Science Fiction como “la imagen pulp más perdurable” de un Venus oceánico. “Clash by Night” recibió otra secuela décadas más tarde, la novela The Jungle (1991) de David A. Drake.: 548  La novela corta “The Doors of His Face, the Lamps of His Mouth” (1965) de Roger Zelazny fue la última gran representación de un Venus cubierto de océanos, publicada poco después de que esa visión quedara obsoleta por los avances de la ciencia planetaria.: 672 : 860 

### Desierto
Un tercer grupo de las primeras teorías sobre las condiciones en Venus describía la cubierta de nubes con un planeta caliente y seco donde la atmósfera retiene vapor de agua y la superficie tiene tormentas de polvo.: 860 : 131  La idea de que el agua es abundante en Venus fue controvertida y en 1940 Rupert Wildt ya había discutido cómo un efecto invernadero podría dar lugar a un Venus caliente.: 860  La visión de un Venus desértico nunca fue tan popular como la de uno pantanoso o selvático, pero en la década de 1950 comenzó a aparecer en varias obras.: 12 : 860  Mercaderes del espacio (1952), de Frederik Pohl y Cyril M. Kornbluth, es una sátira que muestra cómo Venus se comercializa con éxito como un destino atractivo para los migrantes de la Tierra a pesar de su entorno hostil.: 168 : 672  En el cuento “Prospector's Special” (1959) de Robert Sheckley la superficie desértica de Venus es explotada en busca de recursos.: 168 : 860  “Antes del Edén” (1961) de Arthur C. Clarke retrata a Venus mayormente caliente y seco, pero con un clima algo más fresco habitable para extremófilos en los polos.: 171 : 860  La novela de Dean McLaughlin La furia de la Tierra (1963) también presenta un Venus seco y hostil, esta vez rebelándose contra la Tierra.: 860 : 254   Aunque estas representaciones inhóspitas reflejaban con más exactitud los datos científicos emergentes, en general subestimaban la dureza de las condiciones del planeta.: 860 

## Cambio de paradigma

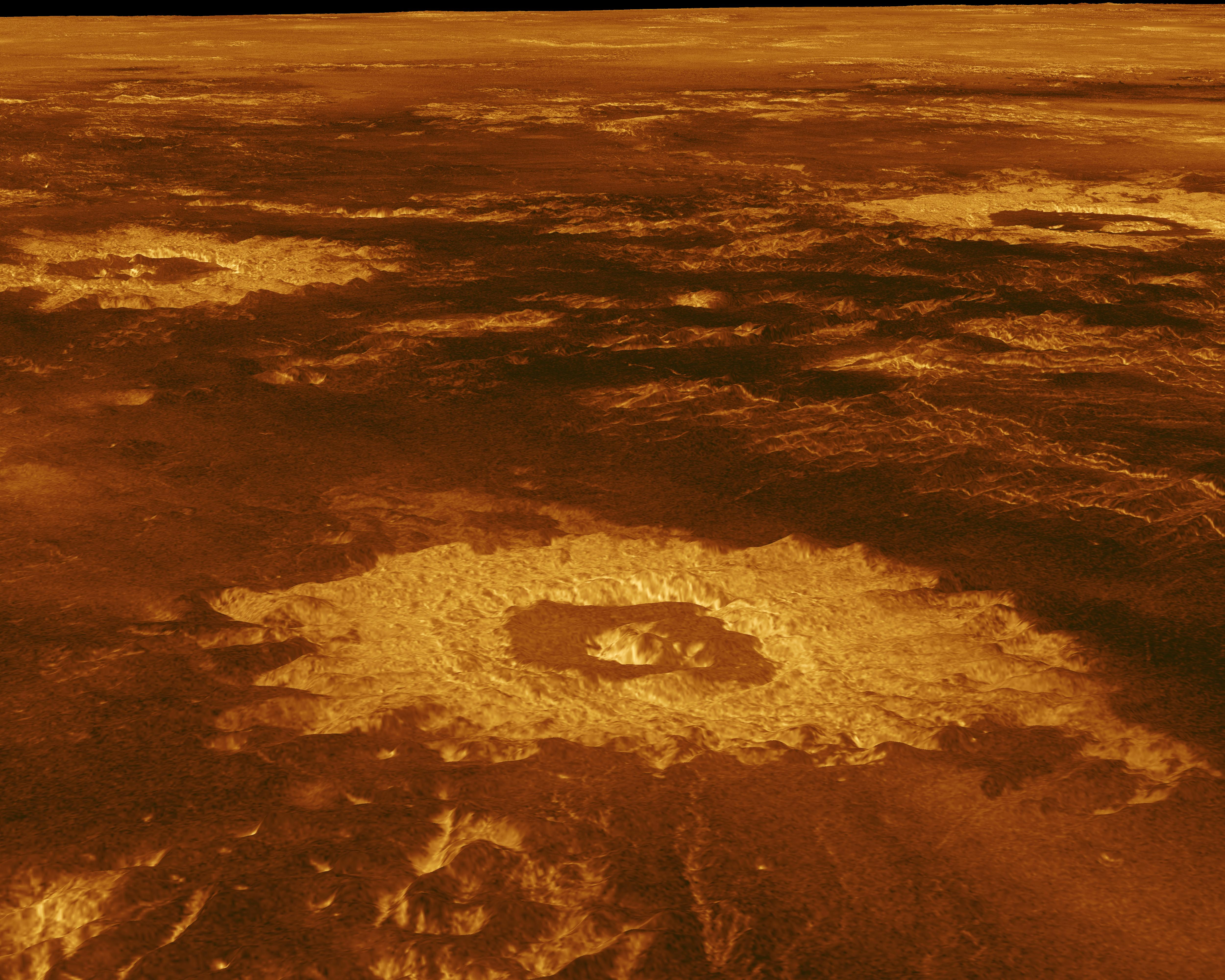
La superficie estéril y llena de cráteres de Venus. (Imágenes de la sonda Magallanes).

En los círculos científicos, la vida en Venus se consideraba cada vez más improbable a partir de la década de 1930, ya que los métodos más avanzados para observar Venus sugerían que su atmósfera carecía de oxígeno.: 43  En la era espacial, las sondas espaciales a partir de la Mariner 2 de 1962 encontraron que la temperatura de la superficie de Venus estaba en el rango de 400-500 °C y la presión atmosférica a nivel del suelo era muchas veces mayor que la de la Tierra.: 548 : xv : 131  Esto dejó obsoleta la ficción que había representado un planeta con escenarios exóticos pero habitables y el interés de los escritores por el planeta disminuyó cuando se comprendió mejor su inhospitabilidad.: 548 : xv : 131  Algunas obras llegan a retratar Venus como una parte ignorada de un sistema solar por lo demás explorado a fondo; ejemplos de ello son Cita con Rama (1973) de Clarke y la serie de novelas The Expanse (2011-2021) de James S. A. Corey (seudónimo conjunto de Daniel Abraham y Ty Franck). : 14 

### Representaciones nostálgicas
Un Venus romántico, habitable y anterior a la sonda Mariner siguió apareciendo durante un tiempo en obras deliberadamente nostálgicas y retro como “The Doors of His Face, the Lamps of His Mouth” (1965), de Zelazny, y “Come to Venus Melancholy” (1965) de Thomas M. Disch. Brian Aldiss y Harry Harrison recopilaron obras escritas antes de los avances científicos en la antología Farewell, Fantastic Venus (1968).: 548 : xv–xvii : 201  La imagen nostálgica de Venus también ha resurgido ocasionalmente varias décadas después: la novela The Sky People (2006) de S. M. Stirling transcurre en un universo alternativo en el que la versión pulp de Venus es real, y la antología Old Venus (2015), editada por George R. R. Martin y Gardner Dozois recopila obras recién escritas al estilo de historias antiguas sobre la visión ya desfasada de Venus.: xv–xvii  Los juegos de rol Space: 1889 (1989) y Mutant Chronicles (1993) también utilizan una representación deliberadamente retro de Venus.: 79 

## Supervivencia humana

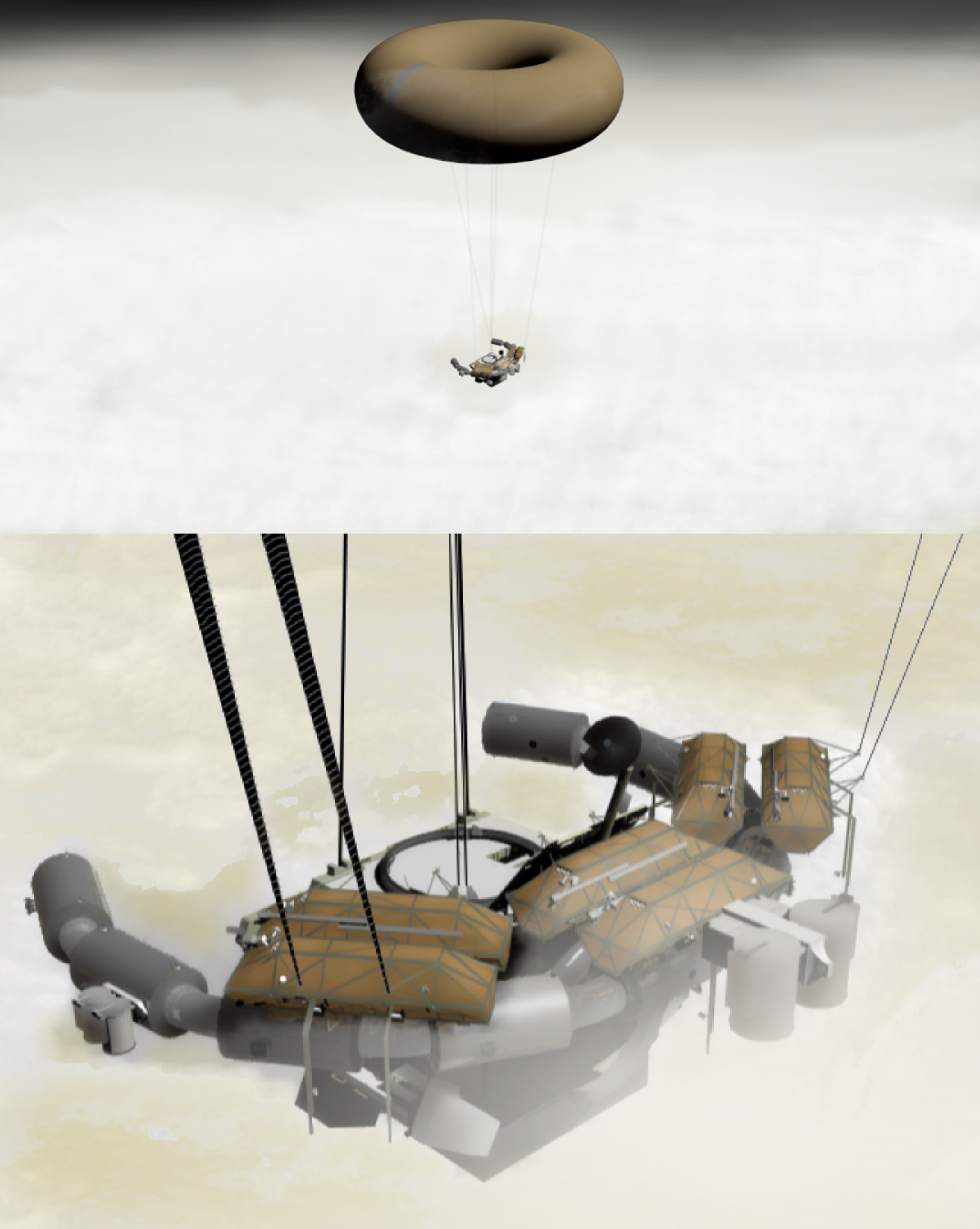
Representación artística de un hipotético puesto flotante en lo alto de la atmósfera venusiana. Este tipo de asentamientos flotantes aparecen en obras como “The Sultan of the Clouds” de Geoffrey A. Landis.

Incluso antes de que se conocieran las infernales condiciones de Venus, algunos autores lo imaginaban como un lugar hostil para los humanos.: 168  Las historias sobre supervivencia en condiciones menos extremas habían aparecido en obras como “Solarite” (1930) de John W. Campbell donde la temperatura de la superficie supera los 70 °C; el cuento “Menace from Saturn” (1935) de Clifton B. Kruse donde la atmósfera es tóxica; y la novela Five Against Venus (1952), de Philip Latham, una robinsonada.: 168  Del mismo modo, las historias de colonización habían sido populares durante las décadas de 1940 y 1950, y volvieron a serlo hacia finales de siglo en paralelo al aumento de la popularidad de los proyectos ficticios de terraformación.: 548–549  Tras los descubrimientos de la era espacial sobre las condiciones en Venus, la ficción sobre el planeta comenzó a centrarse principalmente en la supervivencia en el entorno hostil, como en “Becalmed in Hell” (1965) de Larry Niven.: 171 : 860  Los dispositivos de protección contra los elementos en estas historias incluyen ciudades domóticas como en “In the Bowl” (1975) de John Varley, trajes ambientales como en El hombre de los dos mundos (1986) de Brian y Frank Herbert, ciudades flotantes como en “El sultán de las nubes” (2010) de Geoffrey A. Landis y The House of Styx (2020) de Derek Künsken y estaciones espaciales.: xvi : 14 

### Colonización
La colonización de Venus apareció ya en el ensayo de J. B. S. Haldane “The Last Judgment” (1927) y en “The Venus Adventure” (1932) de John Wyndham y su popularidad creció en las décadas siguientes.: 547–548  Tras la aparición de pruebas científicas de las duras condiciones de Venus, la colonización de Venus se presentaba cada vez más como un reto mayor que la colonización de Marte.: 548  Varios autores han sugerido que los colonos de la superficie de Venus podrían tener que llevar una vida nómada para mantenerse en una posición favorable con respecto al Sol.: 96 
La colonización de Venus es un tema importante en la serie Seetee de Jack Williamson (1949-1951), en la trilogía de Rolf Garner que comienza con Resurgent Dust (1953) y en la novela La tierra de las nubes carmesíes de los escritores soviéticos de ciencia ficción Arkady y Borís Strugatski (1959). En “Hunger Death” (1938) de Simak, los colonos de Venus se enfrentan a una plaga introducida deliberadamente por los marcianos.: 27  En “Logic of Empire” de Heinlein las colonias dependen de la explotación de trabajadores atrapados en la servidumbre: 671 : 548 : 66–67  mientras que el libro Escape to Venus (1956) de S. Makepeace Lott describe una colonia que se ha convertido en una distopía.: 171 El cuento “Big Dome” (1985) de Marta Randall presenta una colonia con cúpula redescubierta abandonada durante un proyecto anterior de terraformación; Gillett describe el escenario selvático de la historia como un homenaje a la imagen de Venus que se encuentra en la ciencia ficción temprana.: 861  The Quiet Invasion (2000) de Sarah Zettel presenta la colonización de Venus por extraterrestres mejor adaptados a las condiciones del planeta.: 171 : 860 

### Terraformación

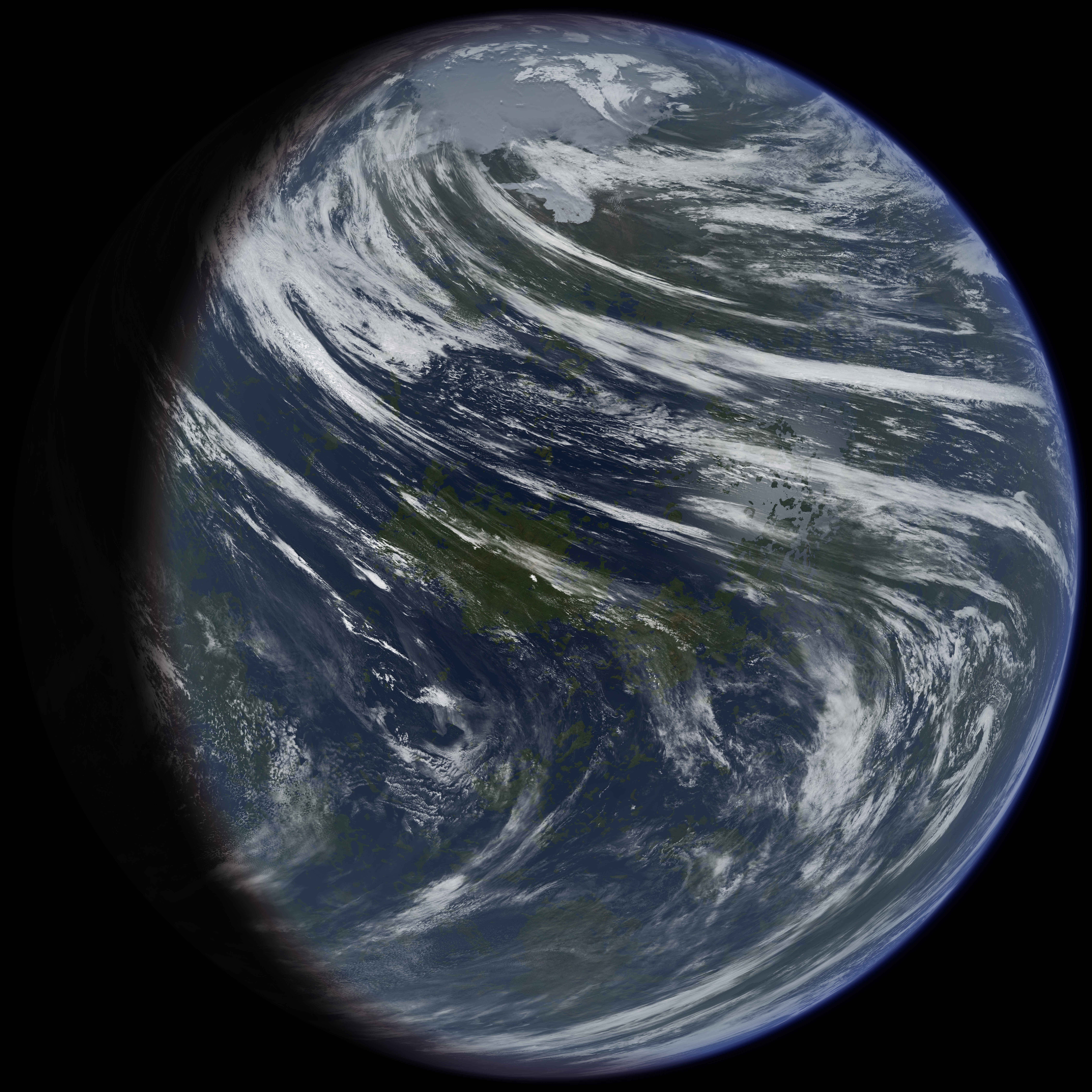
Representación artística de un Venus terraformado.

A medida que avanzaba el conocimiento científico de Venus, los autores de ciencia ficción se esforzaron por seguir el ritmo, en particular centrándose en el concepto de terraformación de Venus.: 861  Un tratamiento temprano del concepto se encuentra en La última y la primera humanidad de Stapledon, donde el proceso destruye las formas de vida que ya existían en el planeta.: 167  Mientras que Venus ha llegado a ser considerado desde entonces como el candidato más prometedor para la terraformación,: 171, 173  antes de la década de 1960 los escritores de ciencia ficción eran más optimistas sobre las perspectivas de terraformar Marte y las primeras representaciones, como Fury de Kuttner y Moore, en consecuencia, retrataron la terraformación de Venus como más desafiante.: 135  “The Big Rain” (1954) de Anderson gira en torno a un intento de hacer llover en un Venus seco: 672 : 861 : 81  mientras que en “To Build A World” (1964), un Venus terraformado se convierte en escenario de innumerables guerras por las partes más deseables de la superficie.: 97  Otras representaciones tempranas de la terraformación de Venus son las novelas El mundo de los No-A (1948), de A. E. van Vogt, y The Naked Sky (1955) de James E. Gunn.
La terraformación de Venus ha sido relativamente poco frecuente en la ficción,: 164  aunque el proceso aparece en obras como “The World in the Clouds” (1980) de Bob Buckley y “The Snow of Venus” (1991) de G. David Nordley,: 171 : 861  mientras que otras como Shadows of the White Sun (1988) de Raymond Harris y “Dawn Venus” (1995) de Nordley presentan un Venus ya terraformado y parecido a la Tierra.: 861 : 549  La trilogía de Venus de Pamela Sargent, compuesta por Venus of Dreams (1986), Venus of Shadows (1988) y Child of Venus (2001), es una historia épica en la que se detalla el proceso de terraformación de Venus a lo largo de generaciones y que ha suscitado comparaciones con la Trilogía marciana de Kim Stanley Robinson (1992-1996).: 171 : 861 : 322  La novela posterior de Robinson 2312 (2012) presenta a Venus en el proceso de ser terraformado.: 672  Un Venus terraformado que vuelve a su estado natural se menciona en The Ghost from the Grand Banks (1991) de Clarke.: 164  En el anime, la terraformación de Venus aparece en la película Venus Wars (1989), donde se precipita por el impacto de un cometa eliminando atmósfera y añadiendo agua al planeta, y en la serie de televisión Cowboy Bebop (1998), donde se lleva a cabo por la introducida de vida vegetal creando una atmósfera respirable.: 79  Gillett sugiere que el tema de la terraformación de Venus refleja un deseo de recuperar la fantasía más simple y tradicional de la prosa temprana sobre el planeta.: 861 

## Formas de vida

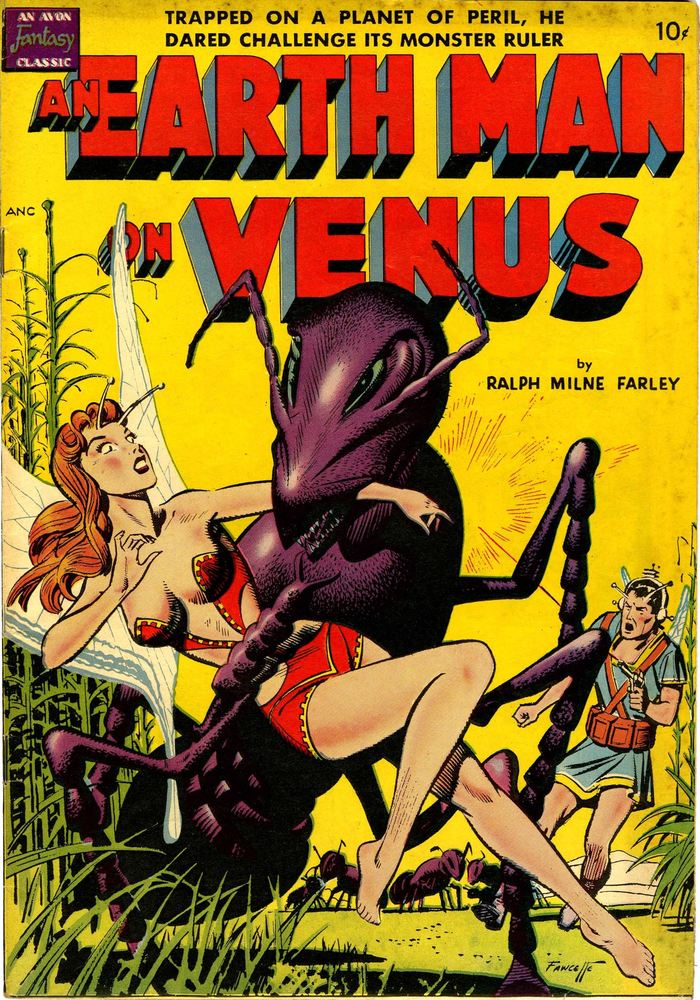
Portada de la adaptación al cómic de Avon de 1950 de The Radio Man, titulada An Earth Man on Venus, en la que aparece la exótica vida venusiana en forma de hormigas gigantescas.

### Criaturas
Los primeros escritos, en los que Venus se representaba a menudo como una Tierra más joven, solían poblar al planeta de grandes bestias. El libro Journey to Venus (1895) de Pope  describía un mundo tropical con dinosaurios y otras criaturas similares a las conocidas en la historia de la Tierra.: 168 : 12  Dice un artículo de 2023 de la revista Space Science Reviews: “Mientras que Marte ofrecía una especie de elegancia estéril, Venus tenía quizá demasiada vida”.: 7  Stanley G. Weinbaum retrató Venus como el hogar de un ecosistema voraz en su historia “Parasite Planet” (1935) y sus visiones inspiraron a otros autores como Asimov, cuyo Lucky Starr y los océanos de Venus describe a unos colonos que se encuentran con diversas criaturas hostiles que habitan en el mar.: 167 : 42  “The Doors of His Face, the Lamps of His Mouth” de Zelazny, gira en torno a un encuentro con un monstruo marino gigante venusiano: 672 : 860  y en The Deep Range (1957) de Clarke se comercializan criaturas marinas de Venus,: 168  Venus es el hogar de dragones en Between Planets (1951) de Heinlein y de dinosaurios en el corto de Los Tres Chiflados Space Ship Sappy (1957), mientras que un monstruo venusiano traído a la Tierra por una sonda espacial ataca a los humanos en la película La bestia de otro planeta (1957).: 168 : 672 : 248 
Las criaturas prehistóricas coexisten a veces con humanoides primitivos en las representaciones de Venus.: 168–169  En la historia de Linterna Verde “Summons from Space” (1959), los héroes protegen de los dinosaurios a los habitantes de Venus, de aspecto humano.: 673  En el programa de televisión infantil británico Pathfinders to Venus (1961), la fauna local incluye tanto pterodáctilos como hombres mono.: 249  La película soviética El planeta de las tormentas (1962) presenta una expedición científica conjunta americano-soviética a Venus, que encuentra el planeta repleto de diversas formas de vida, muchas parecidas a especies terrestres, incluyendo venusianos conscientes aunque primitivos.: 448 : 179–182 
El autor de ciencia ficción Jerry Pournelle señaló que la ciencia ficción de los primeros tiempos estaba plagada de imágenes de la exótica vida venusiana: “espesos hongos que se comían vivos a los hombres, un mundo poblado de animales extraños, dragones y dinosaurios y criaturas de los pantanos parecidas al monstruo de la laguna negra”.: 90  La vida vegetal consciente aparece en varias historias, incluida la secuela de “Parasite Planet” de Weinbaum “Los lotófagos” (1935), la historia del cómic de Supermán “The Three Tough Teen-Agers” (1962) de Jerry Siegel y Al Plastino, y el episodio de The Outer Limits “Cold Hands, Warm Heart” (1964).: 170–171  Un gusano venusiano consciente llamado Mister Mind aparece como supervillano en las historias de Fawcett Comics sobre el Capitán Marvel.: 673  En la segunda mitad del siglo XX, a medida que se conocían mejor las condiciones infernales de Venus, las representaciones de la vida en Venus se volvieron más exóticas, con ideas como el petróleo viviente de “Crazy Oil” (1975) de Brenda Pearce, las joyas telepáticas de “In the Bowl” de Varley, y los microbios más mundanos transportados por las nubes de Venus (2000; parte de la serie Grand Tour) de Ben Bova.: 860 

### Venusianos
En contraste con la diversidad de visiones del entorno venusiano, los habitantes de Venus son más comúnmente retratados como humanos, o parecidos a los humanos.: 167  El catálogo de las primeras obras de ciencia ficción (anteriores a 1936) recopilado por Everett Franklin Bleiler y Richard Bleiler en las obras de referencia Science-Fiction: The Early Years (1990) y Science-Fiction: The Gernsback Years (1998) se enumeran ejemplos como personas aladas y angelicales; telépatas; humanos arcaicos (subhumanos); humanos pero con alas y antenas; humanos con tentáculos; humanos peludos; enanos; gigantes; centauros; hombres-pez; personas-gato; reptilianos; hombres-rata; y hombres-planta.: 921–922 : 694–695 
 

Algunas obras que presentan a los venusianos como humanos lo explican sugiriendo que Venus fue colonizado por una civilización antigua y avanzada de la Tierra, como la Atlántida en “Sheridan Becomes Ambassador” (1932) de Warren E. Sanders. Sanders  y el escritor polaco de ciencia ficción Władysław Umiński en Zaziemskie światy (1948) o el Antiguo Egipto en Vanguard to Venus (1957) de Jeffery Lloyd Castle,: 169  mientras que los Treen en los cómics de Dan Dare que se lanzaron en 1950 son humanos secuestrados que han sido diseñados genéticamente para sobrevivir en Venus.: 73  El superhéroe de cómics Tommy Tomorrow en “Frame-Up at Planeteer Academy” (1962) tiene un compañero venusiano de piel azul pero por lo demás humanoide llamado Lon Vurian.: 167 : 673  Los Bleilers también enumeran una serie de representaciones más extrañas de los venusianos, como calamares; seres elefantinos de cuatro patas; abejas , escarabajos, hormigas y larvas de gusanos gigantes inteligentes; insectos monstruosos gigantes; e incluso colores vivos.: 921–922 : 694–695  En “Tools” (1942), de Simak, un venusiano nativo es retratado como “una gota de gas radón incorpóreo capturada en un tarro de plomo”.: 29 

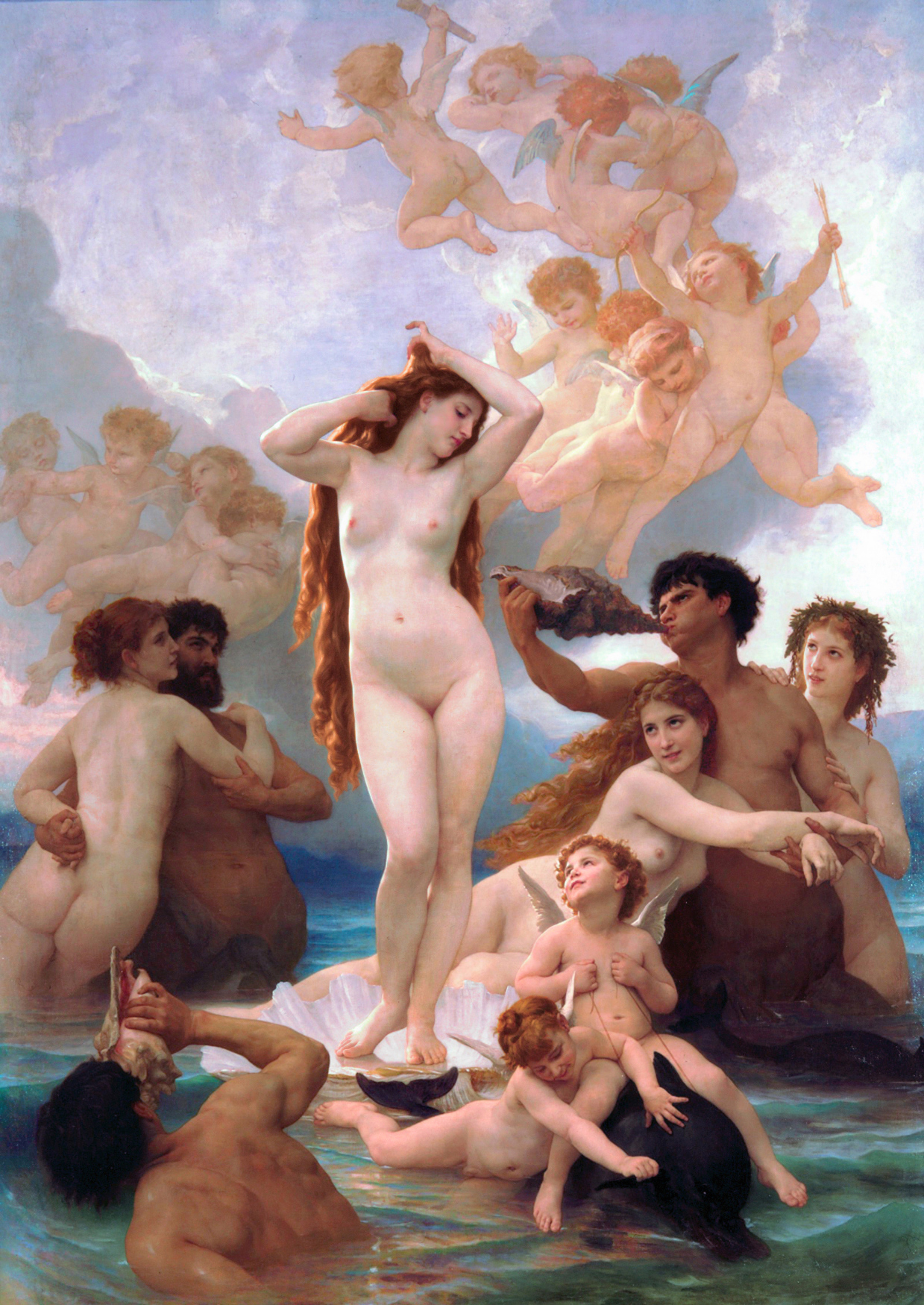
La asociación del planeta Venus con la diosa romana del amor puede haber influido en las representaciones ficticias de las venusianas. En la imagen, el cuadro de 1879 El nacimiento de Venus, de William-Adolphe Bouguereau.

Tal vez debido a la asociación del planeta Venus con la diosa romana del amor, cuyo nombre comparte, los venusianos conscientes han sido retratados a menudo como gentiles, etéreos y hermosos, una imagen presentada por primera vez en el libro Conversaciones acerca de la pluralidad de los mundos (1686) de Bernard le Bovyer de Fontenelle.: 547   Este tópico se repitió en novelas como A Voice from Another World (1874) y Letters from the Planets (1887-1893) de W. Lach-Szyrma, sobre un viaje interplanetario de un venusiano alado con aspecto de ángel, así como en A Honeymoon in Space (1900),de George Griffith, donde visitantes humanos a Venus se encuentran con venusianos voladores que se comunican a través de la música.: 671 : 547  En A Narrative of the Travels and Adventures of Paul Aermont among the Planets (1873), de publicación anónima, aparece una raza venusiana como ésta y otra primitiva y violenta.: 170  Los venusianos primitivos también aparecen en By Aeroplane to the Sun (1910) de Donald Horner, y The War Lord of Venus (1930) de Frank Brueckel,: 168  mientras que otros más avanzados, aunque maliciosos, aparecen en obras como “The Vanguard of Venus” (1928) de Landell Bartlett y By Air Express to Venus; or, Captives of a Strange People (1929) de Roy Rockwood.: 170 
Las civilizaciones venusiana se han descrito con mayor frecuencia como comparables al nivel de desarrollo de la Tierra, con algo menos de frecuencia como más avanzadas y ocasionalmente como menos avanzadas.: 167  Las representaciones utópicas de Venus son comunes,: 169  que aparecen en novelas como Viaje a Venus (1897) de John Munro, entre otros.: 671  En términos de gobierno, History of a Race of Immortals without a God (1891) de James William Barlow presenta una civilización venusiana socialista, “The Queen of Life” (1919) de Homer Eon Flint describe una sociedad anarquista en Venus: 547  y la novela The Blue Barbarians (1931) de Stanton A. Coblentz es una representación satírica de un Venus gobernado por plutócratas.: 72–73  Los Bleiler enumeran además sociedades venusianas capitalistas, feudales, monárquicas y matriarcales, entre otras.: 694–695  En la novela de ciencia ficción del escritor polaco Stanisław Lem Los astronautas (1951) —luego adaptada al cine como coproducción polaco-alemana oriental Destino espacial: Venus (1960) y luego doblada al inglés y recortada como First Spaceship on Venus (1962)— una expedición a Venus descubre un entorno estéril y las ruinas de una civilización, deduciendo que la causa fue un holocausto atómico.: 169 : 448  Por el contrario, en el cuento “Lección de Historia” (1949) de Clarke los venusianos llegan a la Tierra y encuentran a la humanidad ya extinguida por causas medioambientales.: 169 : 672 
La asociación de Venus con la mujer se manifiesta de distintas formas en numerosas obras.: 169  El planeta está habitado única o mayoritariamente por mujeres en obras como “What John Smith Saw in the Moon: A Christmas Story for Parties Who Were Children Twenty Years Ago” (1893) de Fred Harvey Brown, y gobernado por mujeres en “The Conquest of Gola” (1931), de Stone, entre otras.: 169  En los cómics, varias de las historias de la Mujer Maravilla de DC Comics en la década de 1940 presentaban a las aliadas femeninas de la superheroína procedentes de Venus.: 673  Las películas Abbott y Costello van a Marte (1953) y La reina del espacio exterior (1958) presentan el tópico de Venus poblado por mujeres hermosas: 448  y Viaje al planeta de las mujeres prehistóricas (1968), la segunda de las dos adaptaciones en inglés de El planeta de las tormentas (la primera fue Viaje al planeta prehistórico de 1965), presenta a las venusianas como “sirenas rubias semidesnudas y sexualmente atractivas” con poderes sobrenaturales o psíquicos.: 448 : 2042, 2046 
El tema de un visitante venusiano a la Tierra aparece en algunas obras, como A Voice from Another World de Lach-Szyrma y Loma, a Citizen of Venus (1897) de William Windsor. La película británica Stranger from Venus (1954) retrata la visita de un venusiano de forma similar a la de un marciano en la película estadounidense El día que la Tierra se detuvo (1951).: 170  Las visitas de este tipo suelen ser pacíficas y para la iluminación de la humanidad.: 170  Ocasionalmente, los venusianos vienen a la Tierra con la intención de conquistarla, como en la parodia de Charles L. Graves y E. V. Lucas de La guerra de los mundos (1897) de H. G. Wells titulada The War of The Wenuses (1898), Tarrano the Conqueror (1925) de Ray Cummings y la película Los invasores de otros mundos (1954).: 169–170 : 174  El Submarinero de Marvel Comic defendió la Tierra de una invasión de venusianos anfibios en un arco argumental de la Edad de oro de las historietas.: 673  Los venusianos que se infiltran en la Tierra haciéndose pasar por humanos aparecen en varias obras, entre ellas Three to Conquer (1956) de Eric Frank Russell y Loma, a Citizen of Venus de Windsor.: 5 : 51 

## Lecturas complementarias
- Darlington, Andrew (otoño de 1995). «Visions of Venus: Lost Legacies from the World of Water».  En Lee, Tony, ed. The Zone (en inglés) (3): 30-31. ISSN 1351-5217.
- Fraknoi, Andrew (enero de 2024). «Science Fiction Stories with Good Astronomy & Physics: A Topical Index» (PDF). Astronomical Society of the Pacific (en inglés). p. 22. Archivado desde el original el 10 de febrero de 2024. Consultado el 23 de marzo de 2024.
- Marshall, Rob (otoño de 1995). «Storm World Views: Cinema SF About Venus».  En Lee, Tony, ed. The Zone (en inglés) (3): 32-33. ISSN 1351-5217.
- Stanway, Elizabeth (10 de septiembre de 2023). «Exo-Dinosaurs». Warwick University (en inglés). Archivado desde el original el 25 de marzo de 2024. Consultado el 20 de abril de 2024.
- Dick, Steven J. (2001). Life on other worlds: the 20th-century extraterrestrial life debate (1. publ edición). Cambridge University Press. ISBN 978-0-521-79912-6. Consultado el 22 de febrero de 2025.
- Seed, David (2005). A Companion to Science Fiction (en inglés). Wiley-Blackwell. ISBN 978-1-4051-1218-5.